# 2613 Плзењ
2613 Плзењ (енгл. 2613 Plzen) је астероид главног астероидног појаса са пречником од приближно 28,18 .
Афел астероида је на удаљености од 3,189 астрономских јединица (АЈ) од Сунца, а перихел на 2,885 АЈ.
Ексцентрицитет орбите износи 0,049, инклинација (нагиб) орбите у односу на раван еклиптике 12,997 степени, а орбитални период износи 1933,663 дана (5,294 година).
Апсолутна магнитуда астероида је 11,20 а геометријски албедо 0,073.
Астероид је откривен 30. августа 1979. године.